# Keremeos Columns Park
Keremeos Columns Park är en park i Kanada.   Den ligger i provinsen British Columbia, i den södra delen av landet, 3 300 km väster om huvudstaden Ottawa. Keremeos Columns Park ligger 1 375 meter över havet.
Terrängen runt Keremeos Columns Park är bergig västerut, men österut är den kuperad. Runt Keremeos Columns Park är det mycket glesbefolkat, med 2 invånare per kvadratkilometer.. Närmaste större samhälle är Oliver, 18,5 km öster om Keremeos Columns Park.
I omgivningarna runt Keremeos Columns Park växer i huvudsak barrskog.